# منطق أكسيد شبه موصل من النوع السالب
يُستخدم منطق أكسيد شبه موصل من النوع السالب لتنفيذ البوابات المنطقية والدوائر الرقمية الأخرى. تعمل ترانزستورات منطق أكسيد شبه موصل من النوع السالب هذه عن طريق إنشاء طبقة عكسية في جسم ترانزستور من النوع p. يمكن لطبقة الانعكاس هذه، التي تسمى القناة n، توصيل الإلكترونات بين محطات «المصدر» و«التصريف» من النوع n. يتم إنشاء القناة n من خلال تطبيق الجهد على الطرف الثالث، الذي يسمى البوابة. مثل وحدات ترانزستور الأثر الحقلي للأكاسيد المعدنية لأشباه الموصلات الأخرى، تحتوي ترانزستورات منطق أكسيد شبه موصل من النوع السالب على أربعة أوضاع للتشغيل: القطع (أو العتبة الفرعية)، والثالث، والتشبع (يسمى أحيانًا النشط)، وتشبع السرعة.

## ملخص
يرمز MOS (منطق أكسيد شبه موصل) إلى أشباه الموصلات المعدنية، مما يعكس الطريقة التي تم بها إنشاء ترانزستورات منطق أكسيد شبه موصل في الأصل، في الغالب قبل السبعينيات، مع بوابات من المعدن، عادةً الألومنيوم. منذ حوالي عام 1970، استخدمت معظم دوائر منطق أكسيد شبه موصل بوابات ذاتية المحاذاة مصنوعة من السيليكون متعدد الكريستالات، وهي تقنية طورها فيدريكو فاجين لأول مرة في فيرتشايلد لأشباه الموصلات. لا تزال بوابات السيليكون هذه مستخدمة في معظم أنواع الدوائر المتكاملة القائمة على ترانزستور الأثر الحقلي للأكاسيد المعدنية لأشباه الموصلات، على الرغم من أن البوابات المعدنية (Al أو Cu) بدأت في الظهور في أوائل العقد الأول من القرن الحادي والعشرين لأنواع معينة من الدوائر عالية السرعة، مثل المعالجات الدقيقة عالية الأداء.
ترانزستورات ترانزستور الأثر الحقلي للأكاسيد المعدنية لأشباه الموصلات هي ترانزستورات وضع تحسين من النوع n، مرتبة في ما يسمى «شبكة منسدل» (PDN) بين خرج البوابة المنطقية والجهد السالب للإمداد (عادةً الأرض). يتم وضع سحب (أي «حمل» يمكن اعتباره مقاومًا، انظر أدناه) بين جهد الإمداد الإيجابي وكل مخرج بوابة منطقية. يمكن بعد ذلك تنفيذ أي بوابة منطقية، بما في ذلك العاكس المنطقي، عن طريق تصميم شبكة من الدوائر المتوازية و / أو المتسلسلة، بحيث إذا كان الناتج المطلوب لمجموعة معينة من قيم المدخلات المنطقية هو صفر (أو خطأ)، فسيكون PDN نشط، مما يعني أن هناك ترانزستورًا واحدًا على الأقل يسمح بمسار حالي بين العرض السالب والمخرج. يؤدي هذا إلى انخفاض الجهد على الحمل، وبالتالي انخفاض الجهد عند الخرج، والذي يمثل الصفر.
كمثال، هنا بوابة نفي أو في منطق أكسيد شبه موصل من النوع السالب التخطيطي. إذا كان أي من المدخلات A أو الإدخال B مرتفعًا (المنطق 1، = صحيح)، يعمل ترانزستور منطق أكسيد شبه موصل المعني كمقاومة منخفضة جدًا بين الإخراج والإمداد السالب، مما يؤدي إلى انخفاض الناتج (المنطق 0، = خطأ). عندما يكون كل من A و B مرتفعين، يكون كلا الترانزستورات موصلين، مما يخلق مسار مقاومة أقل للأرض. الحالة الوحيدة التي يكون فيها الناتج مرتفعًا هي عندما يتم إيقاف تشغيل كلا الترانزستورات، والذي يحدث فقط عندما يكون كل من A و B منخفضين، وبالتالي يرضي جدول الحقيقة لبوابة NOR:
| أ | ب | أ ولا ب |
| - | - | ------- |
| 0 | 0 | 1       |
| 0 | 1 | 0       |
| 1 | 0 | 0       |
| 1 | 1 | 0       |

يمكن جعل ترانزستور الأثر الحقلي للأكاسيد المعدنية لأشباه الموصلات ليعمل كمقاوم، لذلك يمكن تصنيع الدائرة بأكملها باستخدام وحدات ترانزستور الأثر الحقلي للأكاسيد المعدنية لأشباه الموصلات ذات القنوات n فقط. دوائر منطق أكسيد شبه موصل من النوع السالب بطيئة في الانتقال من منخفضة إلى عالية. عند الانتقال من الأعلى إلى المنخفض، توفر الترانزستورات مقاومة منخفضة، والشحنة السعوية عند الخرج تستنزف بسرعة كبيرة (على غرار تفريغ مكثف من خلال مقاومة منخفضة جدًا). لكن المقاومة بين الخرج وسكة الإمداد الموجب أكبر بكثير، وبالتالي فإن الانتقال من المنخفض إلى العالي يستغرق وقتًا أطول (على غرار شحن مكثف من خلال المقاوم عالي القيمة). سيؤدي استخدام المقاوم ذي القيمة المنخفضة إلى تسريع العملية ولكنه يزيد أيضًا من تبديد الطاقة الساكنة. ومع ذلك، فإن الطريقة الأفضل (والأكثر شيوعًا) لجعل البوابات أسرع هي استخدام ترانزستورات وضع النضوب بدلاً من ترانزستورات وضع التحسين كأحمال. وهذا ما يسمى منطق منطق أكسيد شبه موصل من النوع السالب حمل النضوب.
لسنوات عديدة، كانت دوائر منطق أكسيد شبه موصل من النوع السالب أسرع بكثير من منطق أكسيد شبه موصل من النوع الموجب وسيموس المماثلة، والتي كان عليها استخدام ترانزستورات ذات قناة p أبطأ بكثير. كان أيضًا تصنيع منطق أكسيد شبه موصل من النوع السالب أسهل من سيموس، حيث يتعين على الأخير تنفيذ ترانزستورات p-channel في آبار n خاصة على الركيزة p. العيب الرئيسي في منطق أكسيد شبه موصل من النوع السالب (ومعظم العائلات المنطقية الأخرى) هو أن تيار التيار المستمر يجب أن يتدفق عبر بوابة منطقية حتى عندما يكون الإخراج في حالة مستقرة (منخفض في حالة منطق أكسيد شبه موصل من النوع السالب). وهذا يعني تبديد الطاقة الاستاتيكية، أي استنزاف الطاقة حتى عندما لا يتم تبديل الدائرة. ينشأ موقف مشابه في دوائر سيموس الحديثة عالية السرعة وعالية الكثافة (المعالجات الدقيقة، وما إلى ذلك) والتي لها أيضًا سحب تيار ثابت كبير، على الرغم من أن هذا يرجع إلى التسرب وليس التحيز. ومع ذلك، فإن دوائر سيموس الساكنة الأقدم و / أو الأبطأ المستخدمة في ASICs وذاكرة الوصول العشوائي الساكنة وما إلى ذلك، عادةً ما يكون لها استهلاك طاقة ثابت منخفض جدًا.
بالإضافة إلى ذلك، تمامًا كما هو الحال في منطق ثنائي-ترانزستور ومنطق ترانزستور ترانزستور (TTL) ومنطق الباعث المقرنECLمنطق الباعث المقرن (ECL) وما إلى ذلك، تجعل مستويات منطق الإدخال غير المتماثل دارات منطق أكسيد شبه موصل من النوع السالب وبيموس أكثر عرضة للضوضاء من سيموس. هذه العيوب هي السبب في أن منطق CMOS قد حل الآن محل معظم هذه الأنواع في معظم الدوائر الرقمية عالية السرعة مثل المعالجات الدقيقة (على الرغم من حقيقة أن سيموس كان بطيئًا جدًا في الأصل مقارنة بالبوابات المنطقية التي تم إنشاؤها باستخدام ترانزستورات ثنائية القطب).

## تاريخ
اخترع ترانزستور الأثر الحقلي للأكاسيد المعدنية لأشباه الموصلات المهندس المصري محمد م. عطا الله والمهندس الكوري داون كانغ في مختبرات بل في عام 1959، وتم عرضه في عام 1960. قاموا بتصنيع كل من أجهزة بيموس ومنطق أكسيد شبه موصل من النوع السالب بـ 20<span about="#mwt16" class="nowrap" data-cx="[{&quot;adapted&quot;:true,&quot;targetExists&quot;:true}]" data-mw="{&quot;parts&quot;:[{&quot;template&quot;:{&quot;target&quot;:{&quot;wt&quot;:&quot;فراغات&quot;,&quot;href&quot;:&quot;./قالب: فراغات&quot;},&quot;params&quot;:{},&quot;i&quot;:0}}]}" data-ve-no-generated-contents="true" id="mwYQ" typeof="mw:Transclusion"><span typeof="mw:Entity">&nbsp;</span></span>عملية µm. ومع ذلك، كانت أجهزة منطق أكسيد شبه موصل من النوع السالب غير عملية، وكان نوع PMOS فقط أجهزة عملية.
في عام 1965، صنع كل من شيه-تانج ساه وأوتو ليستيكو وآس جروف في فيرتشايلد لأشباه الموصلات (بالإنجليزية: Fairchild Semiconductor)‏ العديد من أجهزة منطق أكسيد شبه موصل من النوع السالب بأطوال قنوات تتراوح بين 8 ميكرومتر و 65 µ م. دال كرثلو وروبرت دينارد من شركة آي بي إم صنعوا أيضًا أجهزة منطق أكسيد شبه موصل من النوع السالب في الستينيات. كان أول منتج من منتجات آي بي إم منطق أكسيد شبه موصل من النوع السالب عبارة عن شريحة ذاكرة مع 1 كيلوبايت البيانات  –  م وقت الوصول، التي دخلت التصنيع على نطاق واسع في 1970s في وقت مبكر. أدى ذلك إلى استبدال ذاكرة MOS شبه الموصلة بتقنيات الذاكرة ثنائية القطب والفريت السابقة في السبعينيات.
كانت أولى المعالجات الدقيقة في أوائل السبعينيات هي معالجات بيموس، والتي هيمنت في البداية على صناعة المعالجات الدقيقة المبكرة. في عام 1973، كان μCOM-4 من NEC معالجًا دقيقًا منطق أكسيد شبه موصل من النوع السالب مبكرًا، تم تصنيعه بواسطة فريق NEC LSI، المكون من خمسة باحثين بقيادة Sohichi Suzuki. بحلول أواخر السبعينيات، تجاوزت المعالجات الدقيقة منطق أكسيد شبه موصل من النوع السالب معالجات PMOS. تم تقديم معالجات CMOS الدقيقة في عام 1975. ومع ذلك، لم تصبح معالجات سيموس مهيمنة حتى الثمانينيات.
كان سيموس في البداية أبطأ من منطق منطق أكسيد شبه موصل من النوع السالب، وبالتالي كان منطق أكسيد شبه موصل من النوع السالب يستخدم على نطاق واسع لأجهزة الكمبيوتر في السبعينيات. إنتل 5101 (1 kb ذاكرة الوصول العشوائي الساكنة) شريحة ذاكرة سيموس (1974) لها وقت وصول 800 ns، بينما كانت أسرع شريحة منطق أكسيد شبه موصل من النوع السالب في ذلك الوقت، Intel 2147 (4 كيلو بايت SRAM) شريحة ذاكرة HMOS (1976)، لها وقت وصول 55/70 نانوثانية. في عام 1978، قدم فريق أبحاث هيتاشي بقيادة توشياكي ماسوهارا عملية Hi-CMOS مزدوجة البئر، مع HM6147 (4 kb SRAM)، تم تصنيعها بعملية 3 ميكرومتر. تمكنت شريحة Hitachi HM6147 من مطابقة الأداء (55/70 ns) لشريحة Intel 2147 HMOS، بينما استهلك HM6147 أيضًا طاقة أقل بشكل ملحوظ (15 مللي أمبير) من 2147 (110 أماه). مع أداء مشابه واستهلاك أقل للطاقة، تفوقت عملية CMOS ثنائية البئر في النهاية على منطق أكسيد شبه موصل من النوع السالب باعتبارها أكثر عمليات تصنيع أشباه الموصلات شيوعًا لأجهزة الكمبيوتر في الثمانينيات.
في الثمانينيات، تفوقت معالجات سيموس الدقيقة على معالجات منطق أكسيد شبه موصل من النوع السالب.